# Конопля индийская
Конопля́ инди́йская (лат. Cannabis indica) — травянистое растение семейства Коноплёвые (Cannabaceae).
Впервые этот вид конопли описал Ж. Б. Ламарк в 1783 году. В зависимости от классификации рассматривался как самостоятельный вид либо как один из подвидов конопли посевной. В настоящее время как самостоятельный не выделяется, входит в синонимику вида  Конопля посевная.

## Ботаническое описание
Растение сравнительно невысокое (до 1,5 метра) с очень широкими листьями синевато-зелёного цвета, иногда с красноватыми прожилками. Густо ветвится и образует пирамидальную крону.
Соцветия крупные, заметные издали, липкие на ощупь.
Семена также крупнее, чем у конопли посевной, более округлые, иногда с мозаичным рисунком.
Шультц описывает индийскую коноплю как относительно небольшую, конической формы и со множеством густых ветвей, в то время как конопля посевная была охарактеризована как высокая и не ветвистая. Согласно Андерсену, конопля индийская имеет короткие широкие листья, тогда как конопля посевная — относительно длинные и узкие. Плантации индийской конопли, соответствующие описаниям Шультца и Андерсена, могут происходить из района горы Гиндукуш. Вследствие грубого и изменчивого климата этих районов, конопля индийская является хорошо подходящей для культивации в умеренном климате.